# William Lofland Dudley
William Lofland Dudley (16 de abril de 1859 - 8 de septiembre de 1914) fue un profesor de química estadounidense tanto en la Universidad de Cincinnati como en la Universidad de Vanderbilt y pionero del atletismo durante la Era progresista. En Vanderbilt, fue nombrado decano de su departamento médico. También fue una vez vicepresidente de la Asociación Estadounidense para el Avance de la Ciencia, y fue notablemente director de asuntos en el comité ejecutivo de la Exposición del Centenario de Tennessee.
Al principio de la carrera de Dudley, él y John Holland desarrollaron un método para refinar el iridio que allanó el camino para las aplicaciones comerciales del metal. Dudley también descubrió que el monóxido de carbono era uno de los principales componentes nocivos del humo del tabaco; y fue uno de los primeros en publicar los efectos fisiológicos de los rayos X con el profesor John Daniel de Vanderbilt.
Jugó un papel decisivo en el establecimiento de la Asociación Atlética Intercolegial del Sur (SIAA), la primera conferencia de atletismo del Sur y precursora de las Conferencias del Sur y del Sudeste. Dudley formó parte de los comités ejecutivo y de reglas de fútbol de la National Collegiate Athletic Association (NCAA). Conocido como el "padre del fútbol de Vanderbilt "  y el "padre del fútbol sureño ", dio nombre al Dudley Field (el primer estadio de fútbol americano universitario dedicado al sur).

## Primeros años
Dudley nació el 16 de abril de 1859 en Covington, Kentucky, hijo de George Reed Dudley y Emma Lofland. Su padre era propietario y fabricante de barcos de vapor. La familia de Dudley era de ascendencia inglesa, y él era descendiente directo del gobernador colonial de Massachusetts, Thomas Dudley. Fue educado en las escuelas públicas de Covington y se graduó de Covington High School en 1876. Dudley se dedicó en gran parte al estudio científico. Para 1875 ya había publicado un artículo en Scientific American.

### Universidad de Cincinnati
En otoño de 1876, Dudley ingresó en la Universidad de Cincinnati. Dudley se licenció en la Universidad de Cincinnati en 1880. Dudley fue miembro fundador del capítulo de Sigma Chi en la Universidad de Cincinnati (Zeta Psi) y llegó a ser el 8º Gran Cónsul de la Fraternidad Sigma Chi, sirviendo desde 1897 hasta 1899.

### Facultad de Medicina de Miami
Se convirtió en demostrador de química en el Miami Medical College en 1879. Fue nombrado profesor de química analítica en Miami en 1880 y recibió un título de médico honorario en 1885.

## Químico
De 1880 a 1886, Dudley fue profesor de química y toxicología en el Miami Medical College en Cincinnati, Ohio, y comisionado de la Exposición Industrial de Cincinnati de 1881 a 1885. En 1886, fue elegido profesor y catedrático de química en la Universidad de Vanderbilt, donde introdujo cursos de química orgánica en el plan de estudios.
El presidente Grover Cleveland nombró a Dudley miembro de la Comisión de Ensayo de 1887 para examinar el peso y la finura de las monedas. Dudley fue nombrado primer decano del departamento médico de Vanderbilt en 1895.

### Logros

#### Iridio
En 1880, un tal John Holland de Cincinnati descubrió la capacidad de fundir y hacer piezas de fundición de iridio mediante la fusión del mineral al rojo vivo con fósforo, y patentó el proceso en Estados Unidos. Invocó la ayuda de Dudley para deshacerse del fósforo, quien lo hizo mediante repetidas aplicaciones de cal a gran temperatura. Este fue el primer método de refinación del iridio del que se tiene noticia. Dudley encontró entonces nuevas aplicaciones para el iridio y formó la American Iridium Company con Holland. En 1887, Dudley patentó su método de galvanizado del iridio.

#### Humo de tabaco
A Dudley se le atribuye el descubrimiento de que un componente tóxico del humo del tabaco es el monóxido de carbono (que envenena la sangre al interferir con la capacidad del oxígeno para unirse a la hemoglobina). Dudley rechazó la opinión popular de que el humo de los cigarrillos era perjudicial debido a la adulteración del tabaco, por ejemplo, con opio. Sus experimentos demostraron que el agente tóxico era el monóxido de carbono, resultante por igual del cigarrillo, la pipa o el puro.

#### Rayos X
Dudley fue uno de los primeros en publicar los efectos fisiológicos de los rayos X junto con su colega John Daniel, profesor de Vanderbilt. Un niño que había recibido un disparo en la cabeza fue llevado al laboratorio de Vanderbilt en 1896. Antes de intentar encontrar la bala se intentó un experimento, para el que Dudley "con su característica devoción por la ciencia" se ofreció como voluntario. Daniel informó que 21 días después de tomar una fotografía del cráneo de Dudley (con un tiempo de exposición de una hora), notó una calva de 5,1 cm de diámetro en la parte de la cabeza más cercana al tubo de rayos X. Su descubrimiento impulsó a los médicos a experimentar con la radiación X como método de depilación, un método que se hizo popular a principios del siglo XX y que pronto adoptaron también los profesionales comerciales (es decir, los propietarios de salones de belleza).

#### Aurora boreal
En 1909, Dudley planteó la hipótesis de que la excitación del neón, en ese momento un gas noble recientemente descubierto, era responsable de la aparición de la aurora boreal. Si bien esto era incorrecto, su sugerencia fue ampliamente difundida por los medios de comunicación en ese momento.

### Sociedades

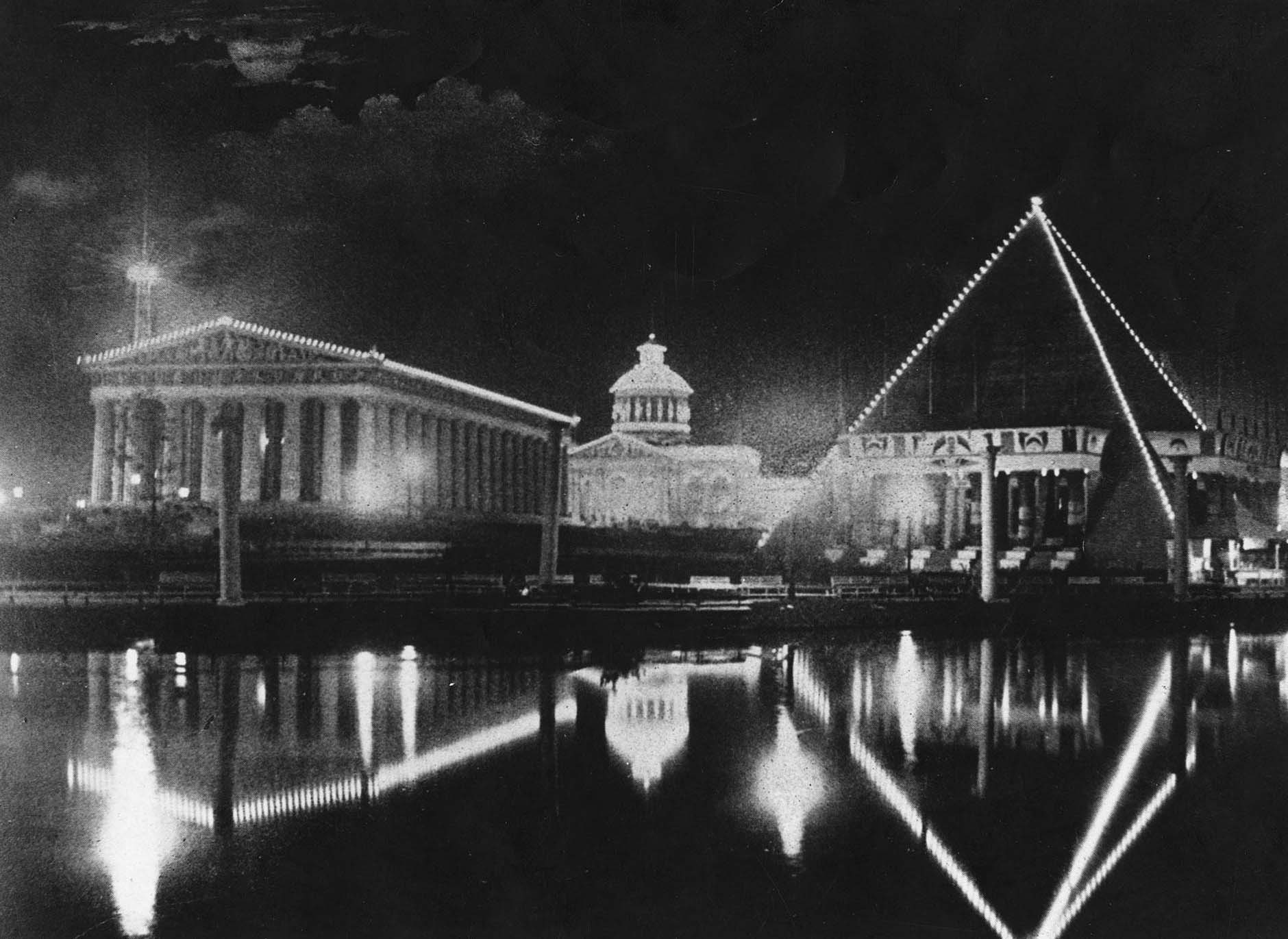
Imagen de la Exposición del Centenario de Tennessee de 1897

Dudley fue miembro de: la Sociedad Química Alemana de Berlín, la Sociedad de la Industria Química de Inglaterra, la Sociedad Química de Londres, la Sociedad Química Estadounidense, el Instituto Estadounidense de Ingenieros de Minas, la Asociación de Ingeniería del Sur y la Asociación Estadounidense de Asociación para el Avance de la Ciencia. Fue vicepresidente de esta última en 1889.

## Centenario de Tennessee
Dudley también fue director de asuntos de la Exposición Internacional y del Centenario de Tennessee en 1897 "y lo manejó con tanto cuidado que no apareció ningún déficit al final".

## Atletismo universitario

### Asociación Atlética de Vanderbilt
En 1886, el presidente WM Baskerville formó la Asociación Atlética de Vanderbilt. La mayoría de los estudiantes de Vanderbilt eran miembros. Los primeros deportes que se practicaban en la escuela eran el béisbol, el ciclismo y el atletismo. Durante veinticinco años, Dudley fue presidente de la organización. Dudley agregó una pista de atletismo al Old Gym en 1895.

### Primer partido de futbol
Vanderbilt jugó su primer partido de fútbol (contra la Universidad de Nashville) en 1890 en el Parque Atlético de Nashville, ganando 40-0. Después de que Nashville desafió a Vanderbilt a jugar un partido de fútbol del Día de Acción de Gracias, Dudley mandó a reunir a la Asociación Atlética. Dudley se tomó el reto en serio, sintiendo que el orgullo de la universidad estaba en juego. A unos 150 estudiantes en el gimnasio, el historiador de atletismo de Vanderbilt, Bill Traughber, señala cómo Dudley explicó que "si se cumplía el desafío, se crearía una nueva era de atletismo con el juego de fútbol".

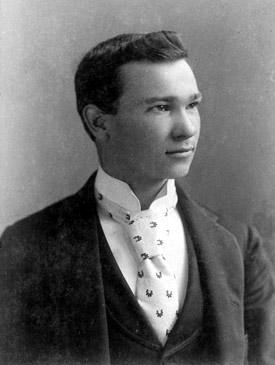
Elliott Jones

Dudley acompañó al equipo en todos sus viajes. "No se puede decir demasiado sobre William L. Dudley en relación con los inicios del fútbol en Vanderbilt", dijo el capitán del primer equipo y fullback Elliott Jones. La foto de Dudley adornaba la pared de la oficina de Jones en Kansas City, y cuando se le preguntaba quién era, respondía: "El mejor amigo mío y de todos los demás estudiantes de Vanderbilt".

### Asociación Atlética Intercolegial del Sur
Dudley fue miembro de la Asociación Atlética Intercolegial de los Estados Unidos (ahora la NCAA ) y fue el principal responsable de la formación de la Asociación Atlética Intercolegial del Sur (SIAA). En marzo de 1888, la Asociación Atlética de Vanderbilt intentó programar una reunión de atletismo en Vanderbilt con la Universidad Presbiteriana del Suroeste, Sewanee y Tennessee. La oposición de Sewanee impidió la reunión inicial,  pero el 21 de diciembre de 1894 se formó la SIAA.

### Comité de reglas del fútbol
En 1907, Dudley reemplazó a Homer Curtiss de la Universidad de Texas en el Comité de Reglas.

### Campo Dudley

#### Antiguo
Los estadios de fútbol de Vanderbilt han llevado el nombre de Dudley durante la mayor parte de su existencia. En 1892 se dedicó el primer campo Dudley, el 21 de octubre, con la primera instancia de la rivalidad futbolística Tennessee-Vanderbilt. La Facultad de Derecho de Vanderbilt reside actualmente en el lugar del antiguo campo Dudley. Cuando se construyó un nuevo campo Dudley en 1922, el antiguo estadio pasó a llamarse campo Curry, en honor a Irby "Rabbit" Curry, un jugador de fútbol americano de Vanderbilt que murió en una batalla aérea sobre Francia en la Primera Guerra Mundial.

#### Nuevo

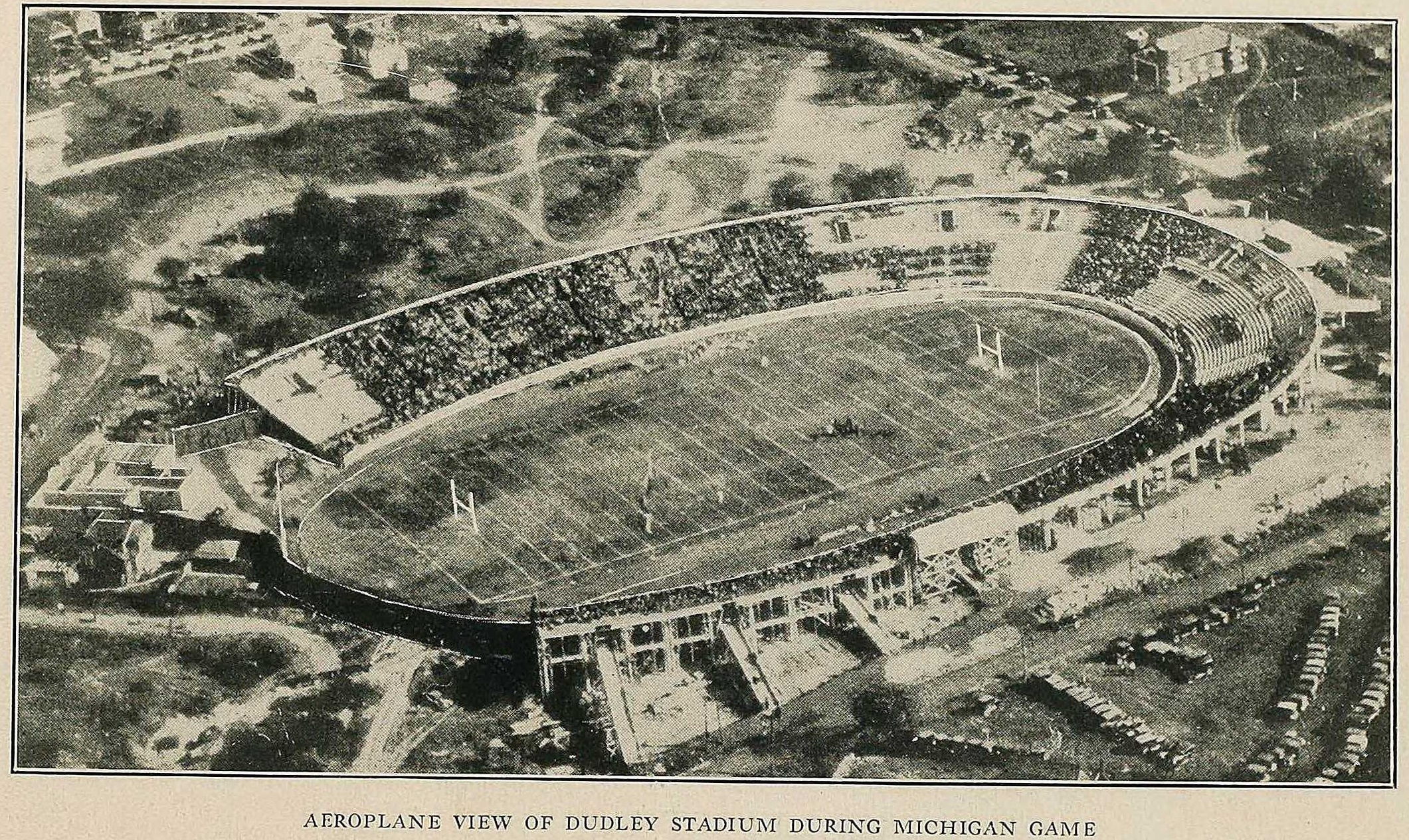
Campo Dudley en 1922

Después de muchos años de éxito bajo el mando del entrenador principal Dan McGugin y de una temporada invicta en 1921, a Vanderbilt se le había quedado pequeño su antiguo estadio. Como no había espacio suficiente para ampliar el viejo campo Dudley en su emplazamiento cerca de Kirkland Hall, los administradores de Vanderbilt compraron un terreno adyacente a la actual 25th Avenue South para la nueva instalación. La estructura de acero y hormigón costó unos 200.000 dólares y tenía capacidad para 22.600 espectadores. Fue el primer estadio de fútbol universitario del Sur.
En el primer partido en el nuevo estadio en 1922, contra Míchigan el 14 de octubre, los dos equipos empataron sin goles, lo que ocupa un lugar destacado en la historia de la escuela. La dedicación del estadio honró póstumamente a Dudley:

A William Lofland Dudley, Decano del Atletismo del Sur, erudito, caballero y amigo, este terreno está dedicado y, como Dudley Field, está consagrado al uso de Vanderbilt y sus hijos para siempre.
Prof. Charles S. Brown, presidente de la Asociación Atlética de Vanderbilt

## Muerte y legado
En el verano de 1914, Dudley cayó enfermo. Poco después de ingresar en el sanatorio de Clifton Springs, en Nueva York, sufrió un ataque que le dejó sin habla. Recuperó el uso de la voz, pero sabía que la muerte era inminente y emprendió el viaje de regreso a Nashville, donde deseaba morir. Murió el 8 de septiembre de 1914 antes de llegar a Chicago. Le acompañaba su sobrino, D. I. Miller. En 1919 se creó la beca Dudley de Química en su memoria.

## Lista de publicaciones
- "A Theory of Dissolution" Scientific American (31 de julio de 1875)
- "Preliminary Notice of a New Volatile Alkaloid" J. Am. Chem Soc., 1 (1879), 286; and Am. Chem. J., 1, 154-55
- "The Volatile Oil of Mustard" Scientific American 42, Issue 21 (May 1880)
- "A chart for the chemical examination of urine; also tables of the metric weights and measures, and rules for converting the apothecaries' weights and measures into metric terms. For the use of students." (Cincinnati, 1880)
- "On a Modification of Boettger's Test for Sugar" Am. Chem. J., 2, (1880), 47.
- "A New Test for Gallic Acid" Am. Chem. J. 2 (1880), p. 48
- "Graphite From Ducktown, Tennessee" with F. W. Clarke Am. Chem. J. 2 (1881) p. 332
- "Holland's Process For Melting Iridium" Scientific Proceedings of the Ohio Mechanics' Institute, Volumes 1–2 (May 1881)
- "The Poisonous Effects of Cigarette Smoking" Medical News (Philadelphia, 1883) p. 53
- "Iridium" Mineral Resources of the United States (1883–84) p. 581
- "The Iridium Industry" Transactions of the American Institute of Mining Engineers 12 (1884) p. 577
- "Water of Crystallization" Science 4, No. 95 (Nov. 1884) p. 484
- "Water Crystallization" Lecture given at Cincinnati Society of Natural History (Mar. 1885)
- "Detection of Arsenic in Animal Tissues" The Cincinnati Lancet and Clinic 16 (Dec. 1885)
- "A note on the Product of Catharsis by Means of Hypodermic Medication" (with C. H. Castle) Medical News, Nov 6. 1886
- Lining for converters and furnaces Patented 19 de octubre de 1886
- Removing fiber from cotton-seed Patented Dec. 14, 1886
- "Report of the Committee on Weighing" (with committee) (1887)
- Process of depositing iridium and product of the same Patented 3 de mayo de 1887
- "Poisonous Effects of Cigarette Smoking (with W. J. Pulley) Medical News, 15 de septiembre de 1888
- "Some Modifications of the Methods of Organic Analysis by Combustion" Am Chem. J. 10, No. 6. (1888)
- "The Nature of Amalgams" Address of W. L. Dudley, Proceedings of American Association for the Advancement of Science (Toronto, August 1889)
- «A curious occurrence of vivianite». American Journal of Science. s3-40 (236): 120-121. 1890. Bibcode:1890AmJS...40..120D. ISSN 0002-9599. S2CID 130499837. doi:10.2475/ajs.s3-40.236.120.
- "The Pierce Process for the Production of Charcoal, Wood Alcohol, and Acetic Acid" J. Ana. and App. Chem.  5, No. 5 (May 1891)
- "Process for the Removal of Lint from Cotton Seed" J. Ana. and App. Chem.  6, p. 140. (1892)
- "The Colors and Absorption: Spectra of Thin Metallic and of Incandescent Vapors of the Metals, with Some Observations on Electrical Volatility" Am. Chem. J. 14 (1892), 185
- «The Action of Gaseous Hydrochloric Acid and Oxygen on the Platinum Metals». Journal of the American Chemical Society 15 (5): 272-274. 1893. ISSN 0002-7863. doi:10.1021/ja02115a007.
- «The Electrode-deposition of Iridium, a Method of Maintaining Uniform Composition of an Electroplating Bath without the Use of an Anode». Journal of the American Chemical Society 15 (5): 274-276. 1893. ISSN 0002-7863. doi:10.1021/ja02115a008.
- "Nickelo-Nickelic Hydrate" The Chemical News and Journal of Physical Science 75 (1897) p. 65
- Snuff tablet Patented 19 de diciembre de 1899.
- Separable buckle Patented 25 de abril de 1905.
- Spark-arrester Patented 25 de septiembre de 1906.
- «The Filtration of Alcoholic Liquids Through Wood Charcoal». Journal of the American Chemical Society 30 (11): 1784-1789. 1908. ISSN 0002-7863. doi:10.1021/ja01953a016.
- «Neon and Electric Waves». Science 30 (772): 525-526. 1909. Bibcode:1909Sci....30..525D. ISSN 0036-8075. JSTOR 1635205. PMID 17836617. doi:10.1126/science.30.772.525-a.
- «The Luminosity of Comets». Science 32 (817): 286-288. 1910. Bibcode:1910Sci....32..286D. ISSN 0036-8075. JSTOR 1634827. PMID 17797823. doi:10.1126/science.32.817.286.
- "Researches In Electro-Metallurgy"
- "Researches In The Metallurgy Of Iridium"
- "New Method of Chemical Analysis of Organic Substances"